# 2003 en jeu
Chronologie du jeu
- 1999
- 2000
- 2001
- 2002
- 2003
- 2004
- 2005
- 2006
- 2007

Cet article présente les faits marquants de l'année 2003 concernant le jeu.

## Évènements

### Compétitions
- 16 février : le Français Vincent Carry remporte le XIIIe championnat du monde de Diplomatie à Denver devant l'Américain Edward Hawthorne et le Norvégien Frank Johansen.
- Juillet : le Suisse Jean-Pierre Hellebaut remporte le championnat du monde de Scrabble francophone.
- Octobre : l’Allemand Michel Hirschfeld remporte le IIe championnat du monde des Colons de Catane à Essen.
- 1er novembre : l’Américain Ben Seeley remporte le XXVIIe championnat du monde d’Othello à Stockholm.
- 23 novembre : le Français Gilles Rodriguez remporte le XIXe Championnat de France de Diplomatie à Boulogne-Billancourt devant ses compatriotes Cyrille Sevin et Nicolas Sahuguet[1].

## Sorties
- Coloretto de Michael Schacht, Abacus
- La Crique des Pirates de Paul Randles, Amigo
- Maka Bana de François Haffner, Tilsit
- My Life with Master, Paul Czege, Half Meme Press
- Le Trône de fer de Christian T. Petersen, Fantasy Flight Games
- Bang! de Emiliano Sciarra, daVinci Games
- Wushu, the Ancient Art of Action Role-Playing, Daniel Bayn, danielbayn.com